# Tangara cyanocephala
A Tangara cyanocephala  a madarak osztályának verébalakúak (Passeriformes) rendjébe és a tangarafélék (Thraupidae) családjába tartozó  faj.

## Rendszerezése
A fajt Philipp Ludwig Statius Müller német ornitológus írta le 1776-ban, a Tanagra  nembe Tanagra cianocephala néven.

## Alfajai
- Tangara cyanocephala cearensis Cory, 1916
- Tangara cyanocephala corallina (von Berlepsch, 1903)
- Tangara cyanocephala cyanocephala (P. L. Statius Müller, 1776)[2]

## Előfordulása
Dél-Amerikában, Argentína, Brazília és Paraguay területén honos. Természetes élőhelyei a szubtrópusi és trópusi síkvidéki esőerdők és szavannák, valamint ültetvények. Állandó, nem vonuló faj.

## Megjelenése
Testhossza 13 centiméter.
|  |  |

## Életmódja
Rovarokkal és gyümölcsökkel táplálkozik.

## Természetvédelmi helyzete
Az elterjedési területe nagyon nagy, egyedszáma pedig stabil. A Természetvédelmi Világszövetség Vörös listáján nem fenyegetett fajként szerepel.